# Villambroz
Villambroz es una localidad de la provincia de Palencia (Castilla y León, España) que pertenece como pedanía al municipio de Villarrabé.

## Ubicación

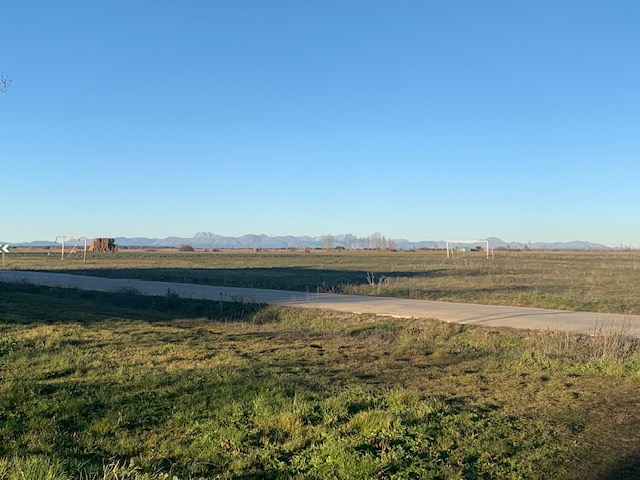
Vista del paisaje al norte desde Villambroz, donde dominan las eras y se aprecia al fondo la cordillera Cantábrica, con especial protagonismo de la montaña Palentina.

Situada en un primer escalón de los páramos de la margen derecha del río Carrión, sobre la llanura de dicha plataforma. El casco urbano aparece rodeado por eras, pastizales y tierras de labor. La localidad se encuentra a la altura del punto kilométrico 63 de la antigua carretera comarcal 624 (Cervera de Pisuerga-Sahagún), y actual carretera autonómica P-235.
Desde Villambroz se puede acceder a las localidades de Villarrabé (3,5 km), San Llorente del Páramo (5 km) y Villambrán de Cea (6,5 km) a través de caminos vecinales asfaltados.

## Demografía
Evolución de la población en el siglo XXI
| Gráfica de evolución demográfica de Villambroz entre 2000 y 2020   |
|                                                                    |
| Población de derecho (2000-2020) según el padrón municipal del INE |

## Historia

### sigloXVII

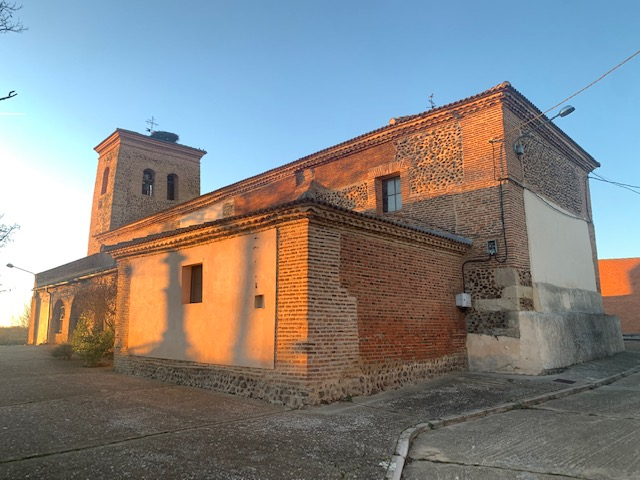
Iglesia de Santa Inés de Villambroz en 2024. Pueden apreciarse los distintos materiales, fruto de las distintas fases constructivas, así como de posteriores restauraciones.

A finales de este siglo se documenta el incendio casi completo del templo anterior al actual, presumiblemente una ermita, sucedido en 1694 o 1695. Por ello se inician las obras dedicadas a la construcción de la actual iglesia parroquial de Santa Inés, aunque en su momento dedicada a San Frutos. Estas obras, atribuidas a Juan de Solana Quintanilla y que finalizan en 1703, comienzan con la sacristía, para seguir con la puerta de la iglesia, el arreglo del tejado y algunas de las paredes.

### sigloXVIII
Según el Catastro de la Ensenada, Villambroz se integra como lugar dentro de la jurisdicción de Saldaña, y perteneciente al partido de Palencia, a la diócesis de León y a la provincia de Toro. Villambroz es lugar de señorío, siendo propiedad para ese momento de María Francisca Ildefonsa de Silva, duquesa del Infantado. 
Del mismo catastro se extrae información relativa al uso de la tierra del lugar de Villambroz, monopolizando el cultivo de trigo, cebada, centeno y forrajes, esta actividad. Destaca la ausencia de tierras destinadas a árboles frutales, mientras que una pequeña proporción se destina a huertas.  El lugar abarcaría en su término 2.403 fanegas de tierra de secano, 5 fanegas destinadas a huertas y otras 107 para forrajes. 

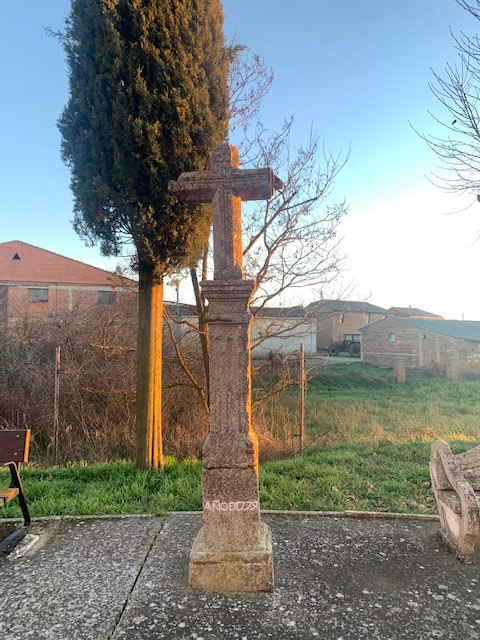
Cruz de piedra frente a la iglesia de Santa Inés con la inscripción "Año de 1779".

Villambroz tiene, según las respuestas del Catastro de la Ensenada, un total de 46 casas, 33 vecinos, 8 solares, una fragua y un hospital, el cual gozaba de una manta para cuidar enfermos, lo que no acostumbraba a hacer por su falta de medios. Se dice también en el catastro que apenas ofrecía un huevo o dos para la manutención de sus enfermos. La población se dividía según sus ocupaciones en 2 jornaleros, 7 pastores y un guarda de ganado, siendo todos los demás labradores. A estos habría que añadir una pobre de solemnidad, viuda, un cura párroco y un clérigo. 
Durante la década de los año 60 y 70 de este siglo se reinician las obras en la iglesia parroquial. Entre estas obras se encuentran la construcción del retablo, el altar mayor, la anteiglesia y el embaldosamiento de la iglesia. Además, se realizaron otras complementarias como el dorado del altar y el retablo, la adquisición de algunas imágenes religiosas, la añadidura de vidrieras en las  paredes del templo y el retejado de la iglesia, que consolidaron el templo tras su destrucción en el siglo precedente.  Posteriormente en la década de los 80 se adquirieron algunos objetos litúrgicos, se herraron las campanas, realizaron obras en la torre y el campanario, y se añadió un nuevo quicio para la puerta de la iglesia. 
La extensión en el tiempo de la construcción de la iglesia parroquial de Santa Inés de Villambroz, desde la primitiva ermita quemada casi por completo hasta la consolidación del definitivo templo casi un siglo después, hace posible apreciar entremezcladas en el edificio una gran variedad de materiales y técnicas constructivas. 

### sigloXIX
A la caída del Antiguo Régimen la localidad se constituye en municipio constitucional y que en el censo de 1842 contaba con 22 hogares y 114 vecinos, para posteriormente integrarse en Villarrabé.
Así se describe a Villambroz en la página 186 del tomo XVI del Diccionario geográfico-estadístico-histórico de España y sus posesiones de Ultramar, obra impulsada por Pascual Madoz a mediados del siglo XIX:

VILLAMBROZ

Lugar agregado al ayuntamiento de Villarrabé, en la provincia de Palencia (9 leguas), partido judicial de Saldaña (3), audiencia territorial y capitanía general de Valladolid (17) y diócesis de León (10).
Situado en terreno llano, en los dilatados páramos que llevan su nombre y el de Villarrovejo; su clima es frío más bien que templado, y propenso a intermitentes, catarros y pulmonías.
Consta de 40 casas de pobre construcción; escuela de primeras letras concurrida por 16 niños de ambos sexos, y dotada con 7 fanegas de trigo, que pagan los padres de aquellos; para surtido de los vecinos hay una fuente próxima al pueblo de buena agua; la iglesia parroquial (Santa Inés) está servida por un cura de entrada y de provisión patrimonial.
El término confina por N con Villambrán; E San Martín del Valle; S San Llorente del Páramo, y O Terradillos.
Su terreno es de secano y poco productivo; le riega un pequeño arroyo (la Cueza) formado por las aguas que se filtran de los páramos en tiempo de invierno; abunda la leña de roble, aunque delgada, y varios arbustos.
Los caminos son locales y en mediano estado. La correspondencia se recibe de Saldaña.
Producciones: trigo, avena, altramuces y algunas legumbres; se cría ganado lanar, vacuno y algún caballar, siendo más estimado el primero, y caza de liebres, perdices y otras aves.
Industria: la agrícola y pecuaria.
Comercio: la exportación de los productos sobrantes.
Población: 22 vecinos, 114 almas.

Capital productivo: 75.842 reales. Imponible: 3.378. El presupuesto municipal asciende a 1.600 reales y se cubre con los fondos de propios, y el déficit por reparto vecinal.